# Грабичина де Сус (Бузау)
Грабичина де Сус (рум. Grabicina de Sus) насеље је у Румунији у округу Бузау у општини Скорцоаса. Oпштина се налази на надморској висини од 466 m.

## Становништво
Према подацима из 2002. године у насељу је живело 3 становника.